# Best Foot Forward: The Best of REO Speedwagon
| Recensione              | Giudizio |
| ----------------------- | -------- |
| Dizionario del Pop-Rock | [ 1 ]    |

Best Foot Forward: The Best of REO Speedwagon è un album compilation del gruppo musicale rock statunitense REO Speedwagon, pubblicato dalla casa discografica Epic Records nel 1985.

## Tracce
Lato A
1. Roll with the Changes – 5:35 (Kevin Cronin) – Tratto dall'album: You Can Tune a Piano, but You Can't Tuna Fish (1978)
2. Take It on the Run – 3:44 (Gary Richrath) – Tratto dall'album: Hi Infidelity (1980)
3. Don't Let Him Go – 3:59 (Kevin Cronin) – Tratto dall'album: Hi Infidelity (1980)
4. Live Every Moment – 5:00 (Kevin Cronin) – Tratto dall'album: Wheels Are Turnin' (1984)
5. Keep on Lovin' You – 3:19 (Kevin Cronin) – Tratto dall'album: Hi Infidelity (1980)
6. Back on the Road Again – 5:37 (Bruce Hall) – Tratto dall'album: Nine Lives (1979)

Lato B
1. Wherever You're Goin' (It's Alright) – 5:00 (Kevin Cronin) – Brano pubblicato solo su 45 giri in Europa e nel Regno Unito
2. Can't Fight This Feeling – 4:54 (Kevin Cronin) – Tratto dall'album: Wheels Are Turnin' (1984)
3. Shakin' It Loose – 2:24 (Gary Richrath) – Tratto dall'album: Hi Infidelity (1980)
4. Time for Me to Fly – 3:39 (Kevin Cronin) – Tratto dall'album: You Can Tune a Piano, but You Can't Tuna Fish (1978)
5. Keep Pushin' – 3:56 (Kevin Cronin) – Tratto dall'album: R.E.O. (1976)
6. I Wish You Were There – 4:26 (Kevin Cronin) – Tratto dall'album: Hi Infidelity (1980)

## Musicisti
Roll with the Changes
- Kevin Cronin - voce solista, pianoforte, chitarra acustica
- Gary Richrath - chitarra solista
- Neal Doughty - organo Hammond
- Bruce Hall - basso
- Alan Gratzer - batteria
- Kevin Cronin, Gary Richrath e Paul Grupp - produttori originali

Take It on the Run
- Kevin Cronin - voce, chitarra acustica, lyrical assistance
- Gary Richrath - chitarre elettriche, chitarra solo
- Neal Doughty - sintetizzatori
- Bruce Hall - basso
- Alan Gratzer - batteria
- Kevin Cronin, Gary Richrath e Kevin Beamish - produttori
- Alan Gratzer - co-produttore

Don't Let Him Go
- Kevin Cronin - voce, chitarra ritmica
- Gary Richrath - chitarra solista
- Neal Doughty - sintetizzatore
- Bruce Hall - basso
- Alan Gratzer - batteria
- Kevin Cronin, Gary Richrath e Kevin Beamish - produttori
- Alan Gratzer - co-produttore

Live Every Moment
- Kevin Cronin - voce solista, chitarra acustica, accompagnamento vocale-coro
- Gary Richrath - chitarra elettrica
- Neal Doughty - pianoforte, sintetizzatore
- Bruce Hall - basso
- Alan Gratzer - batteria
- Steve Forman - congas, shakers
- Tom Kelly - accompagnamento vocale-coro
- Tom Kelly - accompagnamento vocale-coro
- Richard Page - accompagnamento vocale-coro
- Tommy Funderburk - accompagnamento vocale-coro
- Kevin Cronin, Gary Richrath e Alan Gratzer - produttori

Keep on Lovin' You
- Kevin Cronin - voce solista, pianoforte, chitarra acustica
- Gary Richrath - chitarre elettriche, chitarra solo
- Neal Doughty - organo Hammond
- Bruce Hall - basso
- Alan Gratzer - batteria
- Steve Forman - percussioni
- The He-Man Broken Hearts Club Choir - accompagnamento vocale- cori
- Tom Kelly - accompagnamento vocale- coro
- Richard Page - accompagnamento vocale- coro
- Kevin Cronin - accompagnamento vocale- coro
- Kevin Cronin, Gary Richrath e Kevin Beamish - produttori
- Alan Gratzer - co-produttore

Back on the Road Again
- Bruce Hall - voce solista, basso
- Kevin Cronin - chitarra ritmica, accompagnamento vocale
- Gary Richrath - chitarra solista, chitarra ritmica
- Neal Doughty - organo Hammond
- Alan Gratzer - batteria, percussioni
- Kevin Cronin, Gray Richrath con Kevin Beamish - produttori

Wherever You're Goin' (It's Alright)
- Kevin Cronin - voce solista, chitarra ritmica
- Gary Richrath - chitarra elettrica, chitarra ritmica
- Neal Doughty - tastiere, sintetizzatore
- Bruce Hall - basso
- Alan Gratzer - batteria
- REO Speedwagon e David Devore - produttori

Can't Fight This Feeling
- Kevin Cronin - voce solista, chitarra acustica
- Gary Richrath - chitarra elettrica
- Neal Doughty - pianoforte
- Bruce Hall - basso
- Alan Gratzer - batteria
- Bill Cuomo - orchestrazione
- Kevin Cronin e REO Speedwagon - produttori

Shakin' It Loose
- Gary Richrath - chitarra solista
- Kevin Cronin - voce solista, lyrical assistance, accompagnamento vocale-coro
- Neal Doughty - pianoforte
- Bruce Hall - basso
- Alan Gratzer - batteria
- Tom Kelly - accompagnamento vocale-coro
- Kevin Cronin, Gary Richrath e Kevin Beamish - produttori
- Alan Gratzer - co-produttore

Time for Me to Fly
- Kevin Cronin - voce solista, chitarra ritmica
- Gary Richrath - chitarra solista
- Neal Doughty - sintetizzatore moog
- Bruce Hall - basso
- Alan Gratzer - batteria
- Kevin Cronin, Gary Richrath e Paul Grupp - produttori

Keep Pushin'
- Kevin Cronin - voce solista, chitarra ritmica
- Gary Richrath - chitarra solista
- Neal Doughty - tastiere
- Gregg Philbin - basso, accompagnamento vocale-coro
- Alan Gratzer - batteria, accompagnamento vocale-coro
- John Stronach - produttore

I Wish You Were There
- Kevin Cronin - voce solista, pianoforte, chitarra acustica, accompagnamento vocale-coro
- Gary Richrath - chitarra solista
- Neal Doughty - organo Hammond
- Bruce Hall - basso
- Alan Gratzer - batteria, tamburello
- The Waspel Gospel He-Manettes - accompagnamento vocale-cori
- Tom Kelly - accompagnamento vocale-coro
- Richard Page - accompagnamento vocale-coro
- Kevin Cronin, Gary Richrath e Kevin Beamish - produttori
- Alan Gratzer - co-produttore